# Douglas (ur. marzec 1982)
Douglas Freitas Cardozo Rodrigues, znany też jako Douglas (ur. 16 marca 1982 w Santo André, São Paulo) – brazylijski piłkarz, występujący na pozycji napastnika.

## Życiorys
Douglas jest wychowankiem słynnego brazylijskiego klubu – Santosu FC. W pierwszym roku występów w tym klubie zdobył z nim mistrzostwo Brazylii. Grał tam przez 3 lata z roczną przerwą na występy w zespole Goiás EC.
10 lutego 2006 roku podpisał kontrakt ze szwajcarskim FC Chiasso, gdzie rozegrał 19 meczów i strzelił 5 bramek. Rok później przeniósł się do hiszpańskiego Elche CF. Zagrał tam w 11 meczach.
Przed sezonem 2007/08 przeniósł się do Widzewa Łódź. Kontrakt podpisał 21 czerwca. W jego barwach zadebiutował 27 lipca w przegranym 1:2 meczu z Zagłębiem Lubin. Łącznie dla łódzkiego zespołu rozegrał 7 meczów (4 ligowe i 3 w Pucharze Ekstraklasy).
22 stycznia 2008 Widzew rozwiązał umowę z Douglasem, a rundę wiosenną tego sezonu napastnik spędził już we włoskim AS Varese. Następnie, od grudnia 2008 roku był piłkarzem Guaratinguety. Spędził tam tylko kilka tygodni, a 29 grudnia podpisał kontrakt z Atlético Sorocaba. Od 22 grudnia 2009 roku był piłkarzem zespołu Uberaba SC.
W październiku 2010 roku podpisał kontrakt z tajlandzkim Buriram PEA.

## Kariera piłkarska
| Sezon       | Klub              | Kraj       | Rozgrywki           | Mecze | Bramki |
| ----------- | ----------------- | ---------- | ------------------- | ----- | ------ |
| 2002        | Santos FC         | Brazylia   | Série A             | 8     | 1      |
| 2003        | Santos FC         | Brazylia   | Série A             | 15    | 3      |
| 2004        | Goiás EC          | Brazylia   | Série A             | 20    | 1      |
| 2005        | Santos FC         | Brazylia   | Série A             | 14    | 4      |
| 2005/06 (w) | FC Chiasso        | Szwajcaria | Challenge League    | 6     | 2      |
| 2006/07 (j) | FC Chiasso        | Szwajcaria | Challenge League    | 13    | 3      |
| 2006/07 (w) | Elche CF          | Hiszpania  | Segunda División    | 11    | 0      |
| 2007/08 (j) | Widzew Łódź       | Polska     | I liga              | 4     | 0      |
| 2007/08 (w) | AS Varese         | Włochy     | Serie C2            | 10    | 1      |
| 2008        | Guaratinguetá EC  | Brazylia   | Série C             | 8     | 0      |
| 2009        | Atlético Sorocaba | Brazylia   |                     | -     | -      |
| 2010        | Uberaba SC        | Brazylia   | Série D             | 10    | 3      |
| 2010        | Buriram PEA F.C.  | Tajlandia  | Thai Premier League | 11    | 6      |